# 艾特肯环形山

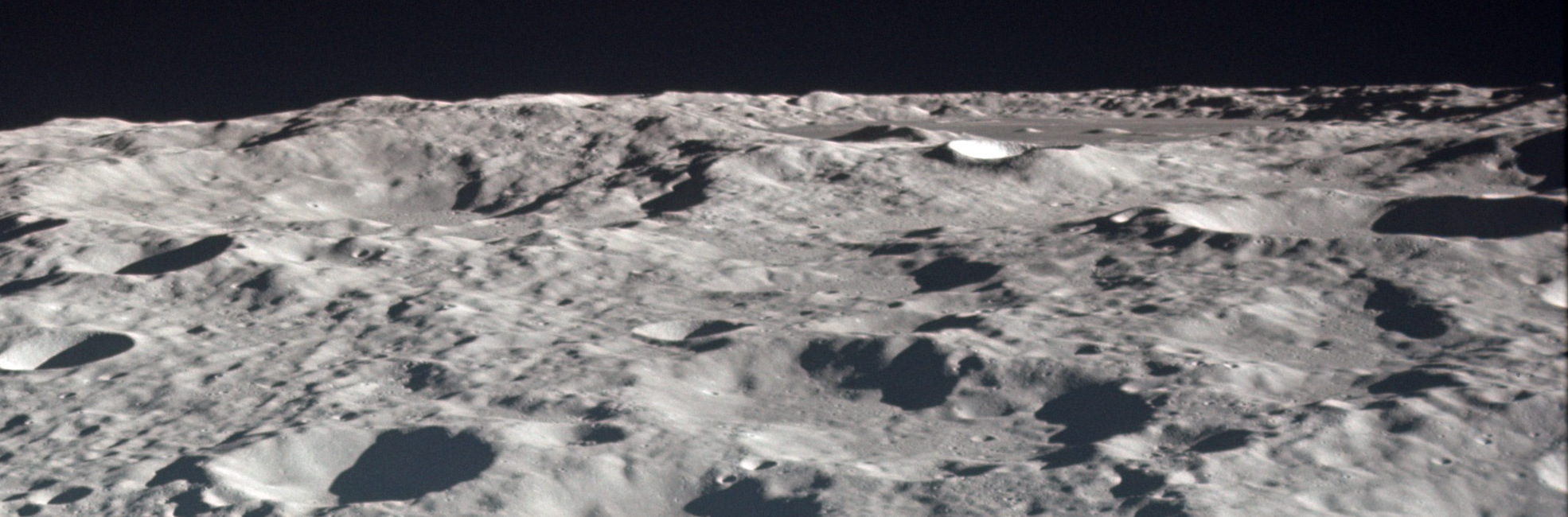
阿波罗11号拍摄的艾特肯环形山（上右，位于地平线上）和位于它坑壁上的卫星坑“艾特肯 A”斜视图，艾特肯环形山前左是卫星坑“艾特肯 C”，前右为“艾特肯 D”。

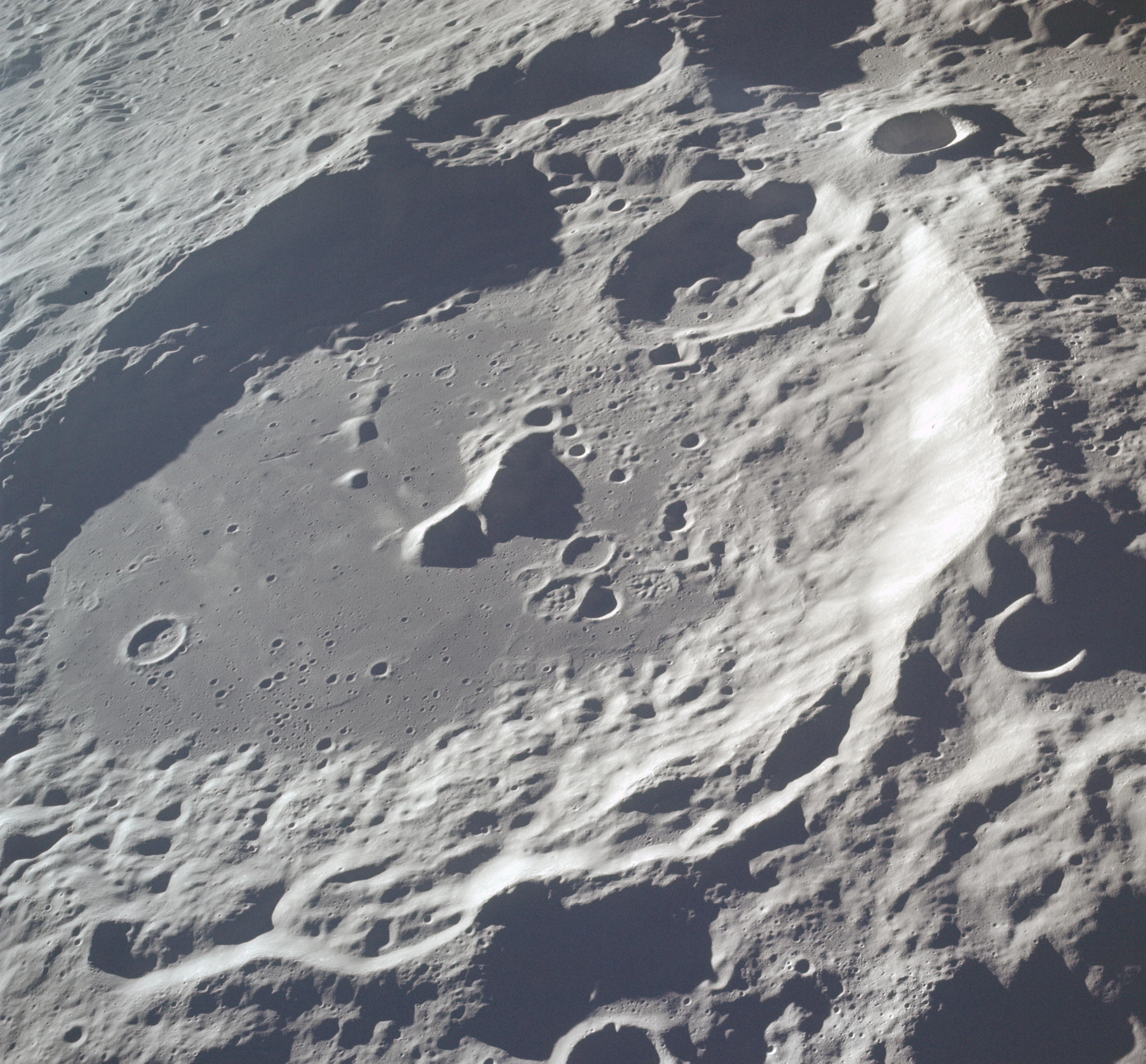
阿波罗17号拍摄的斜视图

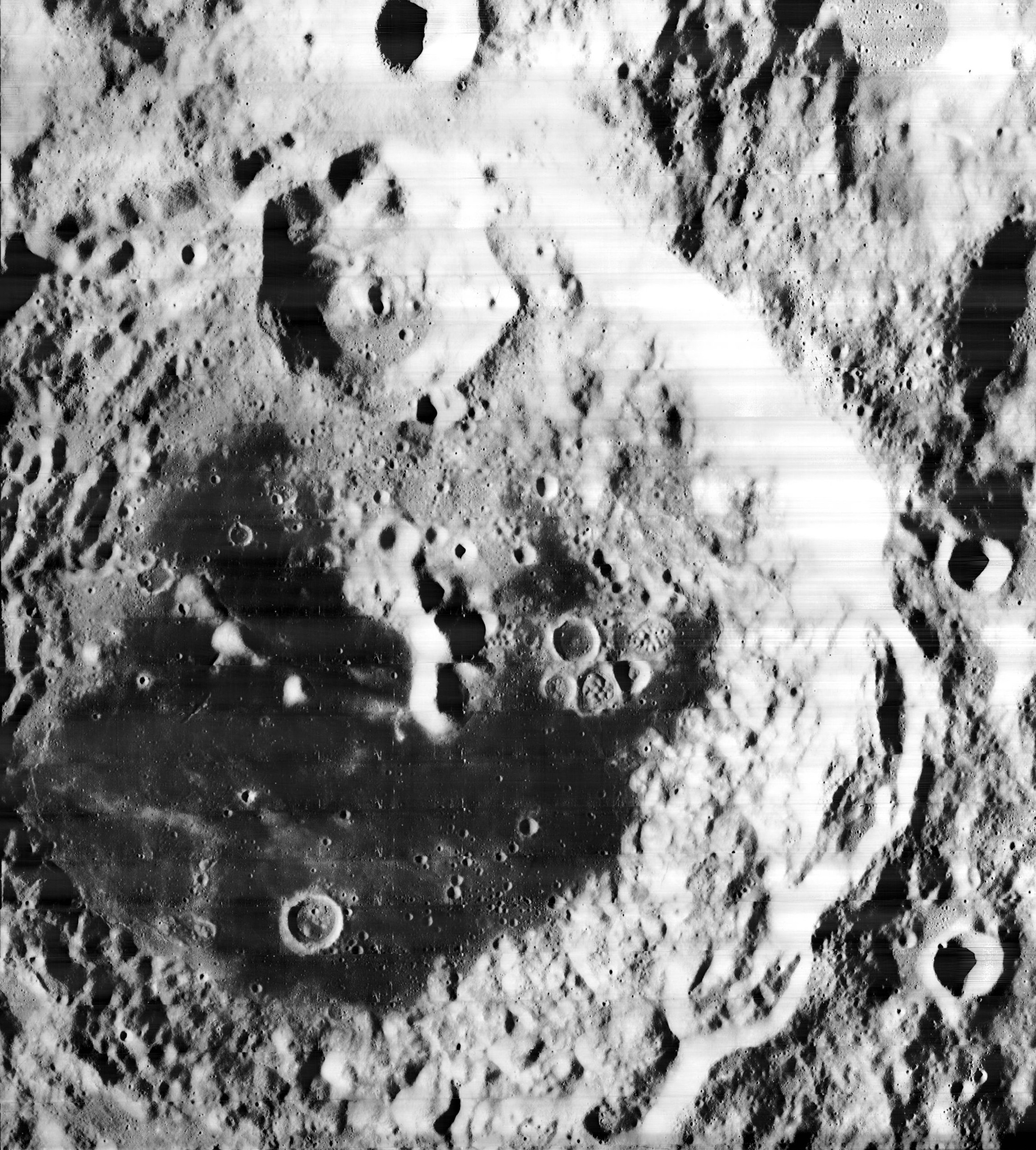
月球轨道器2号拍摄的艾特肯环形山

艾特肯环形山（Aitken）是月球背面南半部的一座大撞击坑，约形成于38-32亿年前的晚雨海世，其名称取自专事联星研究的美国天文学家罗伯特·格兰特·艾特肯（1864年-1951年），1970年被国际天文学联合会批准接受。

## 描述
该陨坑位于巨大的南极-艾特肯盆地北端，西北毗邻更大、更古老的亥维赛环形山、西南部分坐落在残损的费尔特拉格特环形山上，较小的贝格斯特兰陨石坑位于它的东南，而它的南面则横亘了外形奇特的范德格拉夫环形山。该陨坑中心月面坐标为16°26′S 172°58′E / 16.44°S 172.96°E，直径129.69公里，深度约2.93公里。
艾特肯环形山外观轮廓大致圆状，坑壁边缘稍显参差，受侵蚀程度一般，北侧附靠了环绕着一圈高反照率喷发物覆盖层的卫星坑“艾特肯 A”。陨坑内侧壁分布有阶地状结构，坑壁厚度变化较明显，其中西南侧最狭窄，东南侧则相当宽坦，北侧内壁上嵌入了直径33公里的“艾特肯 Z”。该环形山坑壁最大高出周边地形1640米，内部容积约18088立方千米。坑内地表过去已被熔岩覆盖，尤其是南半部特别平坦，靠东部散布有一些细小的撞击坑，中心点以东延伸着一道弧形山脊，而西半部也分布有一道更小的山脊。
南极-艾特肯盆地就是以它及月球南极—二座位于盆地二端的地貌特征所名称。
艾特肯环形山是阿波罗17号的一个观察目标，阿波罗17号指令舱轨道直接从它的上空飞过。

## 卫星环形山
按惯例，通过在最靠近艾特肯环形山的卫星陨坑中心点旁放置字母，以在月图上标注出它们。
| 艾特肯 | 纬度    | 经度     | 直径    |
| ------ | ------- | -------- | ------- |
| A      | 14.0° S | 173.7° E | 13 公里 |
| C      | 14.0° S | 175.8° E | 74 公里 |
| G      | 16.8° S | 174.2° E | 7 公里  |
| N      | 17.7° S | 172.7° E | 7 公里  |
| Y      | 12.0° S | 173.2° E | 35 公里 |
| Z      | 15.1° S | 173.3° E | 33 公里 |

## 延伸阅读
- Andersson, L. E.; Whitaker, E. A. . NASA RP-1097. 1982.
- Blue, Jennifer. . USGS. July 25, 2007  [2007-08-05].
- Bussey, B.; Spudis, P. . New York: Cambridge University Press. 2004. ISBN 0-521-81528-2.
- Cocks, Elijah E.; Cocks, Josiah C. . Tudor Publishers. 1995. ISBN 0-936389-27-3.
- McDowell, Jonathan. . Jonathan's Space Report. July 15, 2007  [2007-10-24].
- Menzel, D. H.; Minnaert, M.; Levin, B.; Dollfus, A.; Bell, B. . Space Science Reviews. 1971-06, 12 (2). Bibcode:1971SSRv...12..136M. ISSN 0038-6308. doi:10.1007/BF00171763 （英语）.
- Moore, Patrick. . Sterling Publishing Co. 2001. ISBN 0-304-35469-4.
- Price, Fred W. . Cambridge University Press. 1988. ISBN 0521335000.
- Rükl, Antonín. . Kalmbach Books. 1990. ISBN 0-913135-17-8.
- Webb, Rev. T. W.  6th revision. Dover. 1962. ISBN 0-486-20917-2.
- Whitaker, Ewen A. . Cambridge University Press. 1999. ISBN 0-521-62248-4.
- Wlasuk, Peter T. . Springer. 2000. ISBN 1852331933.

## 外部連結
- 月球数码摄影照片 II-033-H3 （页面存档备份，存于）
- Figure 178 （页面存档备份，存于）  月球轨道上的阿波罗之第5章:从轨道上观察(NASA SP-362, 1978)-艾特肯环形山内异常特征的描述，Figure 84 （页面存档备份，存于）陨坑中的月海山脊之第4章
- , 月球勘测轨道飞行器 (NASA), January 20, 2011  [2012-03-27], （原始内容存档于2017-06-24）

艾特肯环形山L&PI地形图:
- LTO-86D4 艾特肯环形山北部 （页面存档备份，存于）
- LTO-104A1艾特肯环形山南部 （页面存档备份，存于）